# Sheck Wes
Хадіму Расул Шейх Фолл (англ. Khadimou Rassoul Cheikh Fall), відомий як Sheck Wes — американський репер. Найбільш відомий своєю піснею Mo Bamba 2017 року.
Вес підписав контракт зі звукозаписними лейблами Тревіса Скотта Cactus Jack і Каньє Веста GOOD Music під егідою Interscope Records.

## Біографія
Хадіму Расул Шейх Фолл народився 10 вересня 1998 року в районі Гарлем у Нью-Йорку в сім'ї батьків сенегальського походження. Фолл виховувався в мусульманській родині. У віці п'яти років він разом з матір'ю переїхав до Мілвокі, штат Вісконсин, де прожив дев'ять років. У 14 років він повернувся до Нью-Йорка. Фолл почав займатися музикою в 11 років, щоб зняти стрес, викликаний важким дитинством, адже він виріс у ворожому середовищі. У старших класах баскетбол став основним позакласним заняттям, але він привернув увагу скаута модних талантів, що змусило його пропустити гру плей-офф, щоб взяти участь у презентації колекції Yeezy 3-го сезону в Медісон-сквер-гарден.

## Кар'єра

### 2018-2019:Mudboy
2 лютого 2018 року Вес підписав контракт з лейблами GOOD Music Каньє Веста та Cactus Jack Records Тревіса Скотта разом з Interscope. 19 березня випустив сингл Do That під лейблом Cactus Jack з назвою YKTS. Вес взяв участь у записі третього студійного альбому Скотта Astroworld з піснею No Bystanders разом з американським репером Juice Wrld. 2 жовтня Шек анонсував свій дебютний студійний альбом під назвою Mudboy, який вийшов всього через три дні після цього.

### 2019-2021:Hell 2 Paradise
Після виходу Mudboy Вес оголосив, що працює над своїм другим студійним альбомом.
У січні 2019 року Фолл виступав на розігріві на концерті Емінема на Гаваях разом з американським репером Logic. 18 липня Вес випустив сингли Sadio Mane та Losing My Mind. Наступного дня, 19 липня, він з'явився в кліпі Chase B і Young Thug на пісню Mayday. 27 грудня з'явився гостем на альбомі-компіляції Cactus Jack JackBoys з піснею Gang Gang, в якій також взяли участь Don Toliver, Travis Scott і Luxury Tax 50.
6 листопада 2020 року Вес випустив сингл Rich One Day, а 19 листопада - сингл #BeenBallin.
29 січня 2021 року Шек випустив пісню GFU на лейблі YSL Records та американським репером Yak Gotti за участю американського репера Yung Kayo, який став другим синглом з альбому-компіляції лейблу Slime Language 2.

## Баскетбольна кар'єра
18 листопада 2020 року Вес заявив в Instagram, що потрапив на драфт НБА 2020 року, хоча і не був обраний. 19 листопада 2020 року він приєднався до Paris Basketball, команди, яка виступає в LNB Pro A. 10 травня 2021 року Вес підписав з ними контракт. 28 травня він дебютував, зігравши 4 хвилини.

## Юридичні проблеми
31 січня 2019 року Ridge Productions заявили, що Вес відмовився платити за відео на свій майбутній сингл Mudboy. Ridge Productions опублікував оригінальний монтаж відео із заміненим звуком, який висміює Веса та його команду за порушення угоди.
У лютому 2019 року зняли відео, як Вес переслідує свою колишню партнерку, співачку Justine Skye. Після того, як Скай публічно заявила про те, що Вес її ображав, колишні однокласники Веса заявили, що він і раніше ображав інших жінок у школі. У квітні 2019 року він зустрічався з інфлюенсеркою Індією Лав. У червні 2019 року Лав опублікувала і видалила фотографію синця під оком, яка натякала на те, що Вес жорстоко поводився з нею після їхнього розриву. Пізніше цього ж року вони відновили стосунки. У червні 2020 року вони публічно посварилися. Лав навіть натякнула, що Вес знущався над нею після того, як опублікувала фото з синцем під оком з підписом «Ось чому ми розійшлися, Шек, перестань розповідати людям, що я тобі зраджувала». Пізніше вона видалила цей пост. У відповідь на звинувачення Веса відсторонили від рекламної кампанії Major League Soccer. Згодом повідомлялося, що Скай попросила заборонний припис проти Веса. Вес заперечував звинувачення, і жодних звинувачень так і не було висунуто. Колишній хлопець Скай, репер GoldLink, неодноразово публічно ображав і критикував Веса через звинувачення у насильстві.
21 травня 2020 року Вес був заарештований за звинуваченням у зберіганні наркотиків і зброї в Нью-Йорку. Пізніше його звільнили.

## Дискографія

### Студійні альбоми
- 2018 — Mudboy

### Колаборативні альбоми
- 2019 — JackBoys (з Travis Scott, Don Toliver, Chase B і Luxury Tax як JackBoys)